# Horace Hodges
Horace Hodges (Falmouth, 9 de dezembro de 1863 – Sussex, 6 de julho de 1951) foi um ator de cinema e roteirista britânico.
Hodges foi o autor (em parceria com Thomas Wigney Percyval) da peça Grumpy que se concretizou em produção da Broadway em 1913, e depois no filme mudo de 1923, e refilmado em 1930, com uma versão em espanhol intitulado Cascarrabias neste mesmo ano.

## Filmografia parcial
- Escape (1930)
- Night in Montmartre (1931)
- Other People's Sins (1931)
- After Dark (1933)
- Summer Lightning (1933)
- Old Faithful (1935)
- Birds of a Feather (1936)
- Three Maxims (1936)
- London Melody (1937)
- The Show Goes On (1937)
- Follow Your Star (1938)
- Jamaica Inn (1939)